# پزشک‌ها
پزشک‌ها (انگلیسی: Doctors) یک سریال آبکی درام پزشکی است که نخستین بار در ۲۶ مارس ۲۰۰۰ از بی‌بی‌سی وان پخش شد.